# Merte (Einheit)
Merte war ein Volumenmaß in Rumänien. Es galt im Fürstentum Moldau und war für Flüssigkeiten vorbehalten.
- 1 Merte = ½ Chila = 10 Dimirli = 120 Ocale = 480 Littre = 960 Cinzeci = 4,351 Liter